# Villa Tugendhat
La Villa Tugendhat, achevée en 1930, est une villa située à Brno en République tchèque. C’est un exemple de construction fonctionnaliste en République tchèque, célèbre dans le monde entier pour son architecture révolutionnaire, qui inspirera beaucoup d'autres constructions. Elle est classée depuis 2001 sur la liste du patrimoine mondial de l'UNESCO. Selon l'organisation, elle est « un exemple remarquable du style international dans le mouvement moderne en architecture tel qu'il s'est développé en Europe au cours des années 1920. »

## Caractéristiques

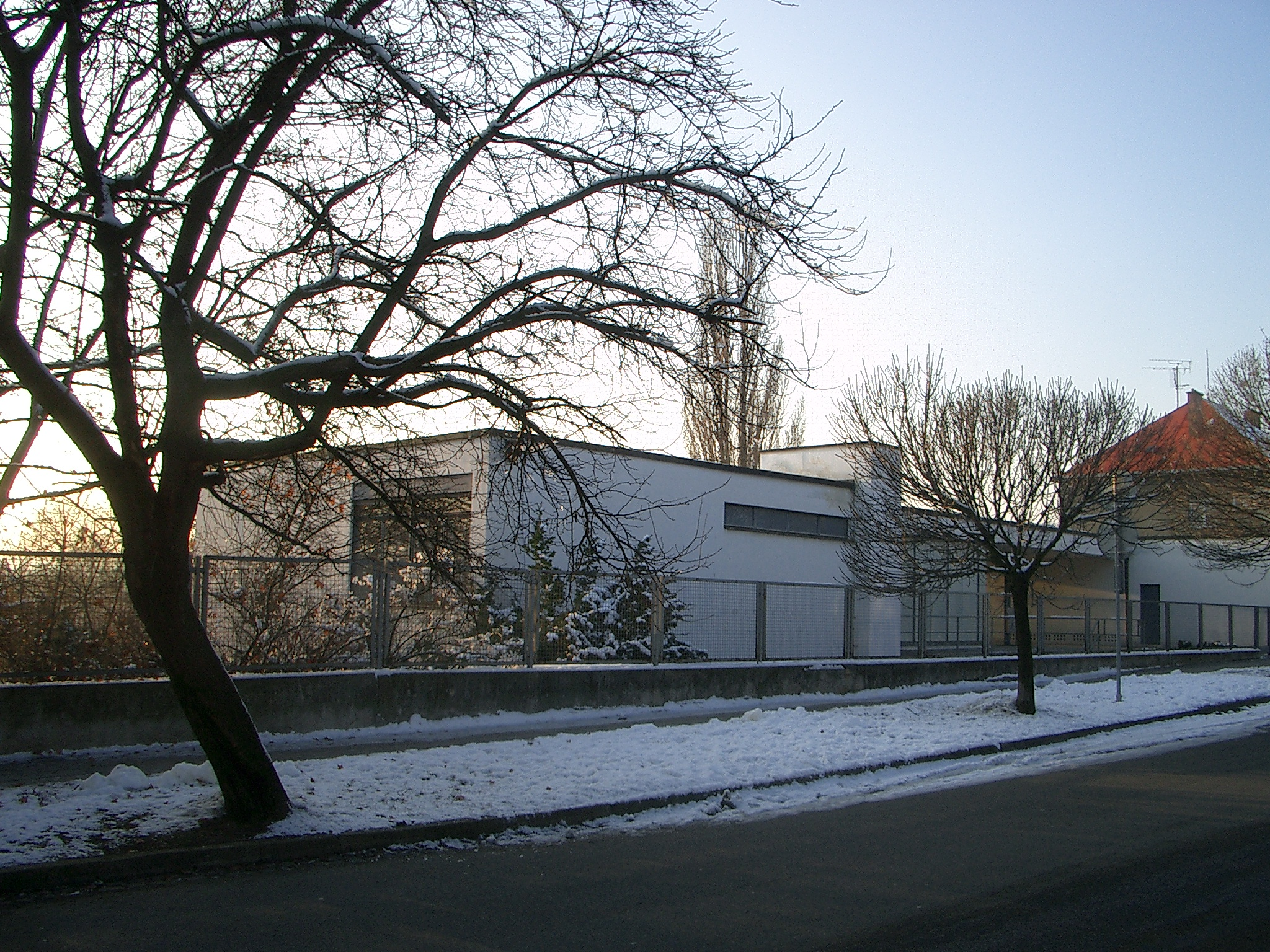
Façade sur la rue

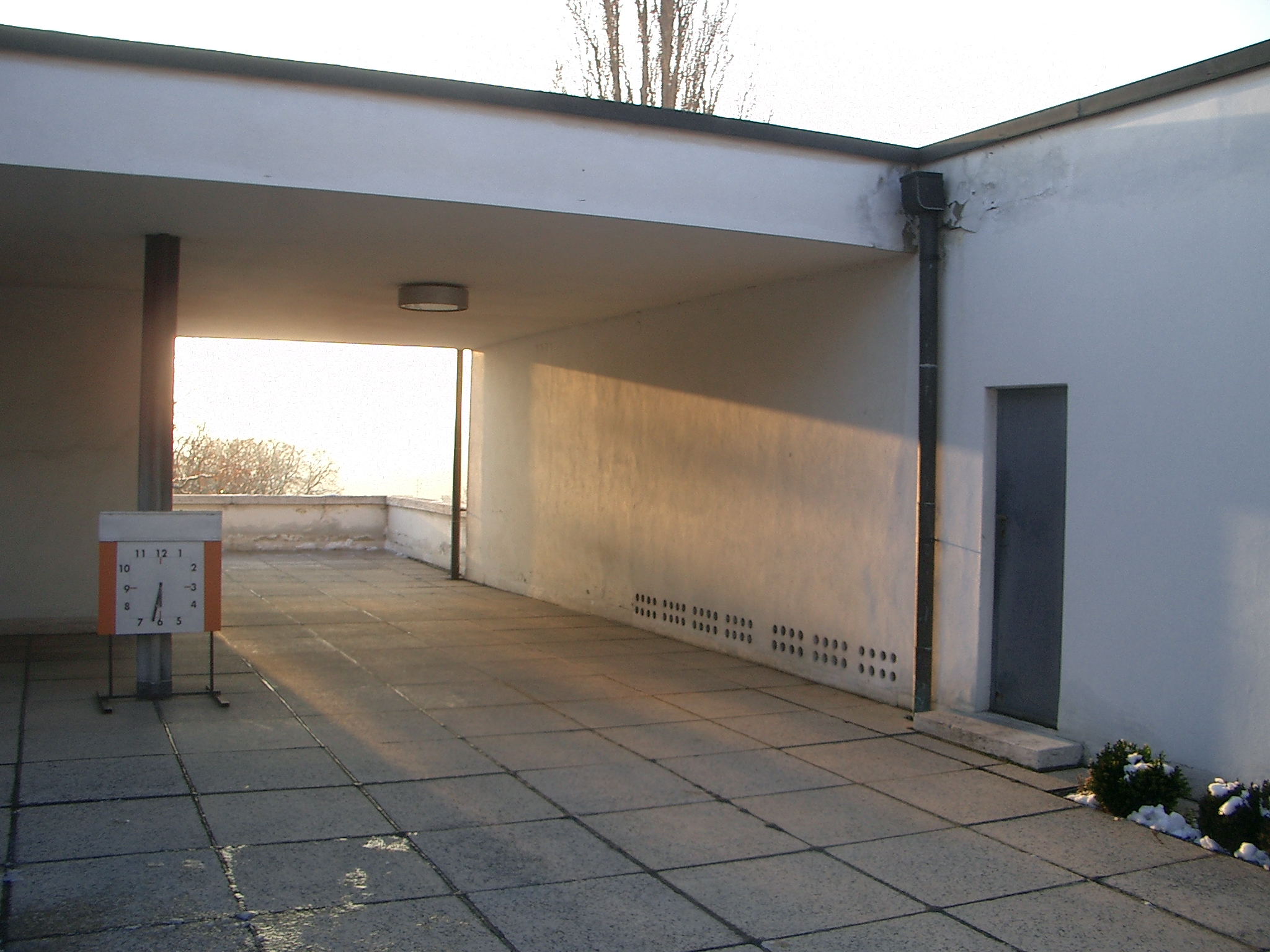
Entrée de la villa

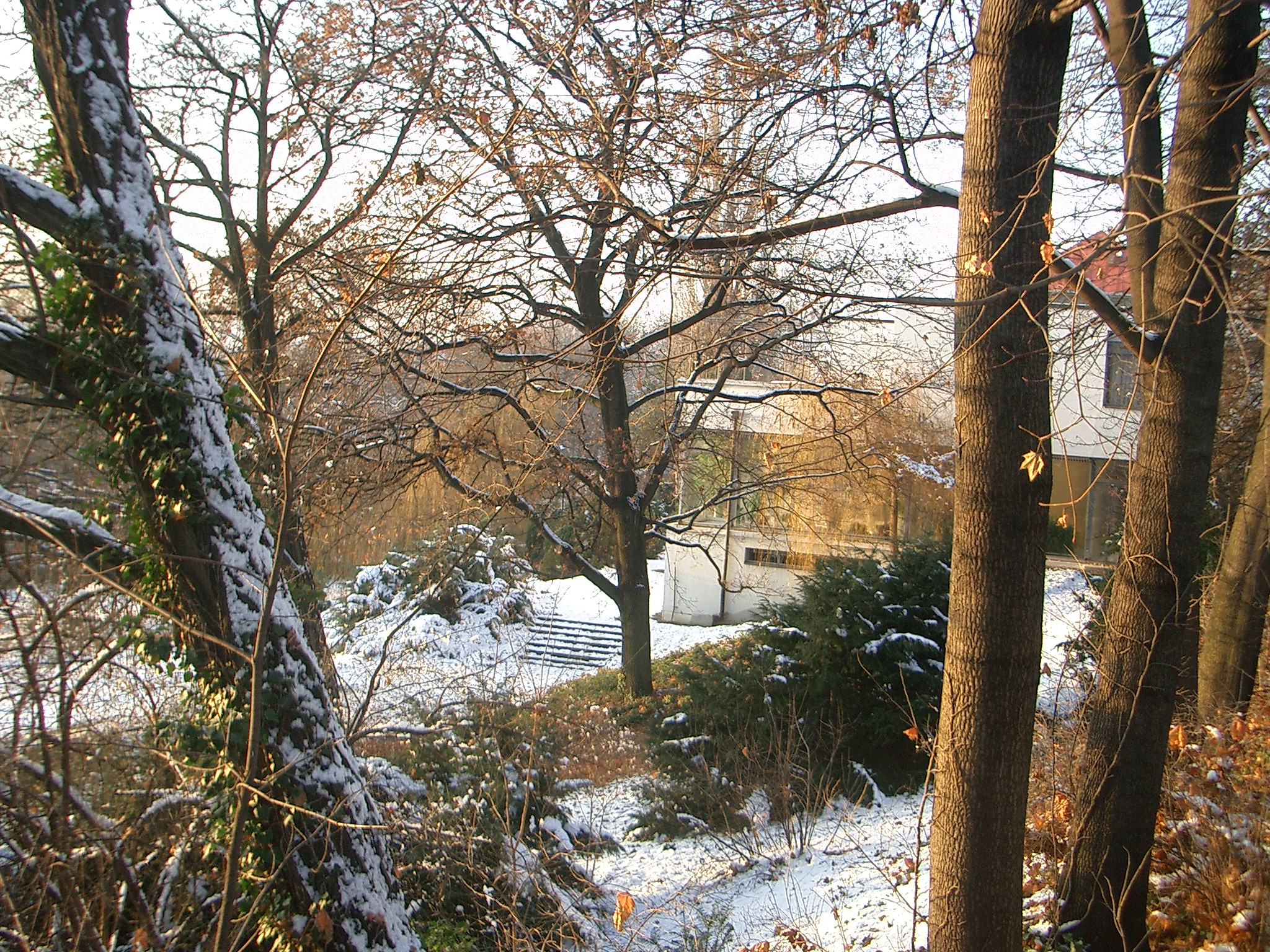
Côté de la villa

La villa est située en périphérie de Brno, sur un terrain en pente, qui avait à l'origine une vue sur la ville mais qui a été loti depuis. Elle n'a qu'un rez-de-chaussée sur rue, l'étage de service, avec les chambres. Les pièces à vivre se situent à l'étage inférieur, en rez-de-jardin.
Ludwig Mies van der Rohe développe dans la villa Tugendhat, en collaboration avec Lilly Reich, sa conception du plan libre, selon laquelle les espaces liés à une fonction — salle à manger, bureau, salon, etc. — sont définis sans être cloisonnés.
La structure est en acier, et les poteaux sont cruciformes et capotés en inox, comme dans le pavillon allemand de l'Exposition Universelle à Barcelone de 1929, ce qui évite les murs porteurs et permet de distribuer la maison plus librement. Les matériaux sont soigneusement choisis : sol en travertin, parois plaquées en bois précieux, bois de citronnier, bois d'ébène, etc., et paroi qui protège le bureau de la lumière directe du jardin constituée de trois monolithes d'onyx de Maroc. La façade sur le jardin est entièrement vitrée, pour laisser pénétrer à l'intérieur un maximum de lumière, avec de très grandes vitres pour minimiser l'importance des menuiseries. Deux grands panneaux de cette façade vitrée peuvent être ouverts, l'un en face de la salle à manger circulaire, l'autre en face du salon.
Ludwig Mies van der Rohe dessina, comme à son habitude, tout le mobilier, dont une partie est boulonnée au sol, ainsi que les interrupteurs électriques.

## Histoire
Construite entre 1929 et 1930 à Brno, en République tchèque, pour Fritz et Grete Tugendhat, elle devient rapidement une icône de l'architecture moderne.
Les Tugendhat, qui sont juifs, fuient en 1938 lorsque la menace que le pays soit envahi par les Nazis devient pressante. Ils partent pour la Suisse, puis pour le Venezuela, pour s'installer ensuite définitivement en Suisse après la fin du conflit. Leurs descendants tenteront au siècle suivant de faire valoir une spoliation, sans succès.  
Pendant la Seconde Guerre mondiale, la villa est occupée, tour à tour, par les Allemands qui y installent la Gestapo puis un bureau d'études des usines Messerschmitt, puis par les Russes. Elle est pillée.
En 1955, elle devient la propriété de l'État tchécoslovaque, qui y place un centre de rééducation pour enfants. En 1963, elle est proclamée monument culturel et bénéficie d'une restauration, conformément à des indications de Greta Tugendhat. Cependant, la qualité des travaux souffre des contraintes de la guerre froide : l'approvisionnement en bois précieux du Brésil étant trop compliqué pour la Tchécoslovaquie, des ersatz plus ou moins convaincants sont employés.
C'est dans cette villa que les premiers ministres tchèque et slovaque, Vaclav Klaus et Vladimir Meciar, se rencontrent pour mettre au point la division de la Tchécoslovaquie en 1993.
La villa reste fermée au public de janvier 2010 à février 2012 afin de subir d'importants travaux de rénovation. Elle est ensuite ouverte aux visites du public, et la mairie de Brno y organise des manifestations culturelles et mondaines.
La villa Tugendhat est ajoutée à la liste du patrimoine mondial par un comité de l'UNESCO en décembre 2001, où elle est le onzième monument historique de République tchèque. Les subventions de l'UNESCO ont permis de restaurer la villa de manière aussi fidèle que possible au projet d'origine, en particulier au niveau des matériaux.
La construction de cette villa a inspiré le roman Le Palais de verre (2012), de Simon Mawer, finaliste du Booker Prize.
L'astéroïde (8343) Tugendhat a été nommé en honneur au bâtiment.